# نهر عوج أل بوحية (نصار)
نهر عوج أل بوحية (بالفارسية: نهرعوج البوحیه) هي قرية تقع في إيران في قسم نصار الريفي. يقدر عدد سكانها بـ 136 نسمة .